# Cyrano (tidning)
Cyrano var en svensk kultur- och nöjestidskrift. Tidningen gavs ut i Stockholm under tiden 27 oktober 1918 till 1 april 1920 i dagstidningsformat.

## Utgivningsfrekvens och redaktion
Utgivningsfrekvens för tidningen var till den 6 juli 1919 ett nummer i veckan söndagar (enligt redaktionsruta i tidningen torsdag morgon.) Utgivningsuppehåll för tidningen från 6 juni till 29 oktober 1919 på grund av typografstrejken enligt tidningens nummer den 29 oktober 1919. Efter typografstrejken är utgivningen bara en gång i månaden, på varierande dagar. Provnummer för tidningen kom ut med 2 nummer 15 maj och 15 juni 1918. Möjligen utkom ett provnummer även för juli (antydan i anmälan av tidningen 27 oktober 1918. Redaktionsorten för tidningen hela utgivningstiden var i Stockholm med adress Karduansmakaregatan 11 nedre botten. Pris för tidningen 1918 2,50, lösnummer kostade 40 öre. 1919 kostade tidningen 15 kr med postförsändelse, lösnummer kostade 20 öre, medan de som hämtade själva betalade 8 kr i prenumeration. 1920 finns endast lösnummerpris som var 20 öre. Inga uppgifter finns om upplagan för tidningen.

## Ansvarig utgivare och redaktör
| Period                 | Ansvarig utgivare          | Titel       | Kommentar               | Period                 | Redaktöt    |
| 1918-05-27--1918-10-02 | Lundberg, Gustaf Gerhard   | studeranden | utgivare för provnumren | 1918-10-27--1920-04-01 | Ruhe, Algot |
| 1918-10-03--1920-04-01 | Ruhe, Algot Henrik Leonard | författaren |                         |                        |             |

## Tryckning
Tidningen trycktes i dagstidningsformat men med relativt liten satsyta. Antalet sidor var från oktober 1918 till december 1918 16 sidor, men minskades då man satsade på en prenumererad upplaga till 4-6 sidor 1919-1920.Tryckeriet från 27 oktober 1918 till 1 april 1920 var Svenska bok- och tidningstryckeriet i Stockholm .  Tryckningen skedde i svart hela utgivningstiden. Typsnittet var antikva. 